# 六氢大麻己酚
六氢大麻己酚（Hexahydrocannabihexol , HHCH）是一种半合成大麻素衍生物。它由 Roger Adams 于 1942 年首次合成，並发现比戊基或庚基同系物或不饱和四氢大麻酚类似物更為強效。  

## 合法性
HHCH 在科罗拉多州被归类为“令人陶醉的大麻素”，制造或分销需要获得许可证。 
在日本，有数名人員因食用含有 HHCH 的软糖而導致住院后，该产品的销售已被要求暂时停止，日本政府在详细调查后正试图将该化学物质视为违禁药物。 